# Marcel Paterni
Marcel Paterni (Casablanca, 22 settembre 1936 – Aurillac, 13 luglio 2019) è stato un sollevatore francese.

## Biografia
Nato da genitori corsi che si stabilirono a Casablanca nel 1905, studiò all'Istituto Saint-Jean Baptiste de la Salle e, dopo avere iniziato con l'atletica leggera, iniziò a sollevare pesi. Trascorse i primi vent'anni della sua vita in Marocco, fino al 1956, quando tornò in Francia per prepararsi alle Olimpiadi di Melbourne presso l'Institut national du sport, de l'expertise et de la performance. Venne chiamato alle armi e fu assegnato al Bataillon de Joinville; completò parte del servizio militare in Algeria, continuando l'addestramento tra due pattuglie grazie al comandante di battaglione che gli lasciò il garage per esercitarsi nei movimenti olimpici.
Dopo l'abrogazione del Protettorato francese del Marocco nel 1956, si stabilì definitivamente in Francia con l'obiettivo di diventare un sollevatore di pesi dopo la fine del servizio militare. In carriera, svolta tra i medi e i massimi leggeri partecipò ad altre due edizioni dei Giochi Olimpici (Roma 1960 e Tokyo 1964), conquistò due medaglie d'oro ai Giochi del Mediterraneo, due medaglie di bronzo ai mondiali del 1958 e 1961, due argenti e quattro bronzi ai campionati europei tra il 1957 e il 1964. Il 25 luglio 1959, a Massiac, nel Cantal, conquistò il record mondiale nella categoria dei massimi leggeri con un'alzata di 150,5 kg, superando di dieci chili il record di Tommy Kono a Melbourne di tre anni prima e di venti chili l'alzata di Ireneusz Paliński a Roma l'anno seguente.
Dopo il ritiro, sarà un importante innovatore nel campo della formazione tecnica e un pioniere dell'allenamento in alta quota. È stato inoltre direttore tecnico della nazionale francese dall'aprile 1986 al 1988.